# Liste der Kulturdenkmäler in Balduinstein
In der Liste der Kulturdenkmäler in Balduinstein sind alle Kulturdenkmäler der rheinland-pfälzischen Ortsgemeinde Balduinstein einschließlich des Ortsteils Hausen über Balduinstein aufgeführt. Grundlage ist die Denkmalliste des Landes Rheinland-Pfalz (Stand: 8. Dezember 2023).

## Denkmalzonen
| Bezeichnung                    | Lage                                        | Baujahr | Beschreibung                                                          | Bild                           |
| ------------------------------ | ------------------------------------------- | ------- | --------------------------------------------------------------------- | ------------------------------ |
| Denkmalzone Jüdischer Friedhof | Hausen, nördlich des Ortes am Waldrand Lage | 1721    | eingezäuntes Gelände mit etwa zehn Grabsteinen, erstmals 1721 genannt | weitere Bilder Fotos hochladen |

## Einzeldenkmäler
| Bezeichnung                              | Lage                                                     | Baujahr                            | Beschreibung | Bild                           |
| ---------------------------------------- | -------------------------------------------------------- | ---------------------------------- | --- | ------------------------------ |
| Burg Balduinstein                        | Balduinstein, Burgweg 7 Lage                             | 1320                               | gut erhaltene Ruine der 1320 durch Balduin von Luxemburg errichteten Trutzburg gegen die Schaumburg | weitere Bilder Fotos hochladen |
| Rathaus                                  | Balduinstein, Bahnhofstraße 15 Lage                      | 1905                               | ehemaliges Rathaus; villenartiger Putzbau, teilweise mit Zierfachwerk, bezeichnet 1905 | weitere Bilder Fotos hochladen |
| Bahnhof Balduinstein                     | Balduinstein, Bahnhofstraße 17 Lage                      | 1862                               | spätklassizistisches Empfangsgebäude, 1862; zweigeschossiger Mittelbau mit laubenartiger Vorhalle, dreigeschossige risalitartige Eckbauten | weitere Bilder Fotos hochladen |
| Wohnhaus                                 | Balduinstein, Cramberger Straße 9 Lage                   | 18. Jahrhundert                    | Fachwerkhaus, teilweise massiv und verschiefert, 18. Jahrhundert, Querbau | Fotos hochladen                |
| Port-Turm                                | Balduinstein, Hauptstraße, hinter Nr. 2 Lage             | um 1430                            | achteckiger Mauerturm der Stadtbefestigung, um 1430 | weitere Bilder Fotos hochladen |
| Wohnhaus                                 | Balduinstein, Hauptstraße 12 Lage                        | 18. Jahrhundert                    | Fachwerkhaus, teilweise massiv, 18. Jahrhundert | weitere Bilder Fotos hochladen |
| Katholische Pfarrkirche St. Bartholomäus | Balduinstein, Hauptstraße 14 Lage                        | 1776                               | Katholische Pfarrkirche St. Bartholomäus; Saalbau, Laubenvorhalle aus dem 18. Jahrhundert, Chor vom Ende des 19. Jahrhunderts | weitere Bilder Fotos hochladen |
| Grabmäler                                | Balduinstein, Hauptstraße, auf dem Friedhof Lage         | 16. bis 18. Jahrhundert            | Kreuzigungsgruppe, zweite Hälfte des 18. Jahrhunderts, als Grabdenkmal wiederverwendet; einige Grabkreuze vom späten 16. bis ins 18. Jahrhundert | Fotos hochladen                |
| Wegekreuz                                | Balduinstein, Hauptstraße, Ecke Schaumburger Straße Lage | zweite Hälfte des 19. Jahrhunderts | Kruzifix, zweite Hälfte des 19. Jahrhunderts | weitere Bilder Fotos hochladen |
| Stellwerk Balduinstein Ost               | Balduinstein, nördlich des Ortes Lage                    | 1913                               | Stellwerk Bo (Balduinstein Ost), 1913, Typenbau im Heimatschutzstil, Teile der Technik erhalten | BW                             |
| Schloss Schaumburg                       | Balduinstein, südlich des Ortes auf dem Berggipfel Lage  | 1197                               | 1197 erstmals genannt; dreigeschossiger neugotischer Hauptflügel, Basalt, 1850; Ostflügel mit mittelalterlichen Mauerresten und spätmittelalterlichen Bauteilen; Schlosskapelle, Anfang des 19. Jahrhunderts; dreigeschossiger Fachwerkbau, wohl noch aus dem 18. Jahrhundert, Mitte des 19. Jahrhunderts verkleidet; Torbau, teilweise Fachwerk, 16. bis 17. Jahrhundert, Torbau von 1855; spätgotische Zwinger- und Vorburgmauern, Flankenturm; ehemaliges Verwaltungs- und Remisengebäude (Waldecker Hof), dreigeschossige hufeisenförmige Anlage, zweite Viertel des 18. Jahrhunderts; ehemaliger Wirtschaftshof (Talhof), 1778 | weitere Bilder Fotos hochladen |
| Haus Schwalbenstein                      | Hausen, Am Schwalbenstein 15 Lage                        | um 1900/10                         | ehemalige Gärtnerinnenschule; zwei- bis dreigeschossiger villenartiger Bau, teilweise mit Zierfachwerk, um 1900/10 | Fotos hochladen                |
| Wegekapelle                              | Hausen, Am Schwalbenstein, gegenüber Nr. 16 Lage         | 18. oder 19. Jahrhundert           | verputzter und verschieferter Fachwerkbau, 18. oder 19. Jahrhundert | Fotos hochladen                |
| Gutshof                                  | Hausen, Nr. 6 Lage                                       |                                    | Walmdachbau, dreiflügelige Wirtschaftsgebäude, Gartenhaus; Gesamtanlage, umgeben von alter Ummauerung | BW                             |